# Derechos de denominación

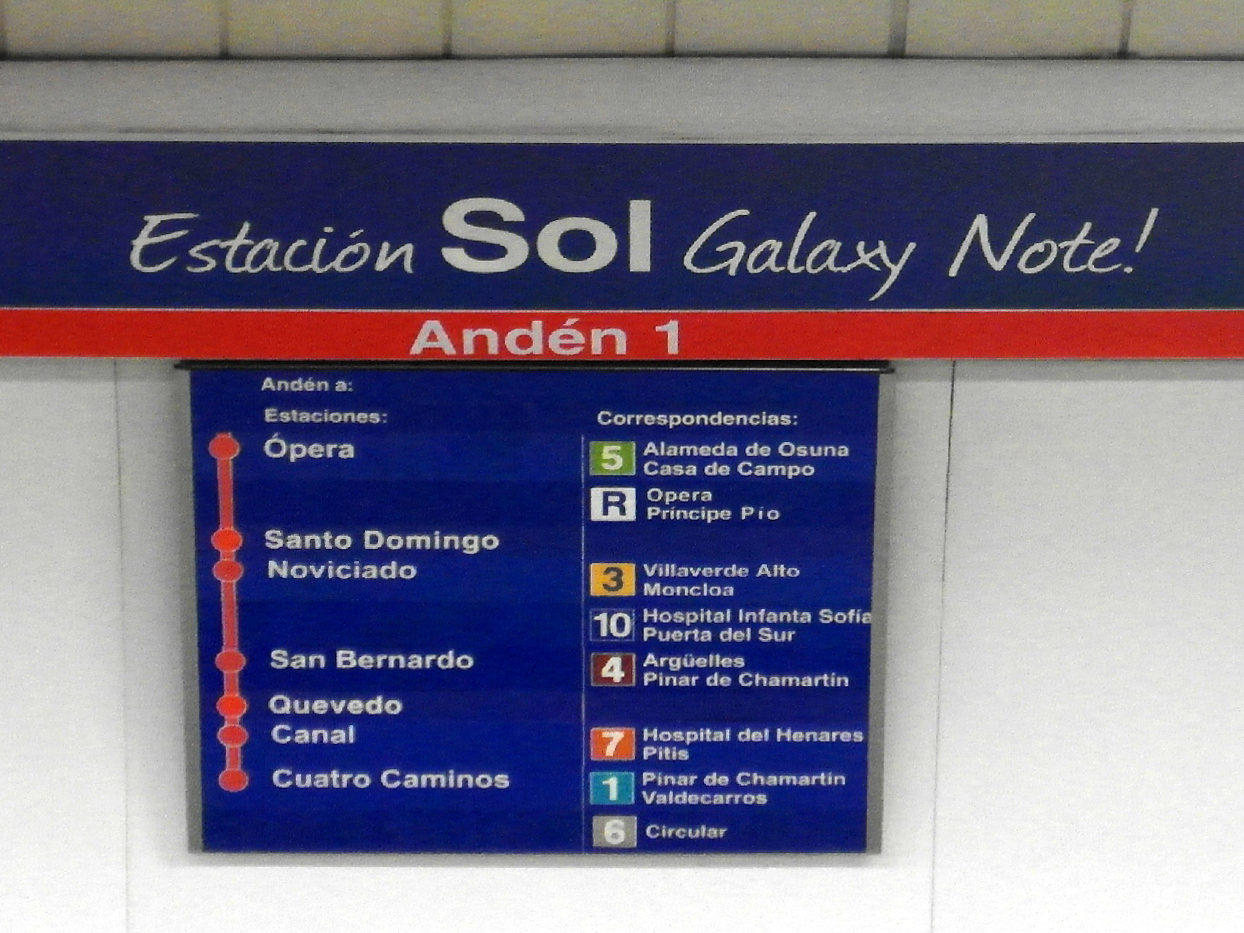
En marzo de 2012, la estación Sol pasó a llamarse «Estación Sol Galaxy Note» por un acuerdo de un mes que Metro de Madrid firmó con la empresa Samsung para promocionar su dispositivo Galaxy Note.

Los derechos de denominación (o derechos de denominación comercial o derechos sobre el nombre), también conocidos en idioma inglés como naming rights, son una transacción financiera y una técnica publicitaria con la cual una corporación u otra entidad adquiere el derecho a nombrar un recinto o un evento, generalmente, por un determinado periodo de tiempo. Para teatros y estadios multipropósito, los contratos suelen durar hasta veinte años. Para instalaciones de mayor escala, como estadios de atletismo profesional, los acuerdos tienden a ser más extensos.
La característica distintiva del derecho de denominación es que el comprador obtiene una propiedad publicitaria para promover sus productos y servicios, retener a sus clientes e incrementar su cuota de mercado. Hay varios tipos de nombres auspiciados por corporaciones. Uno de los más comunes es adjuntar la marca de la corporación al final o al comienzo de un nombre genérico, por ejemplo, AmericanAirlines Arena (donde la aerolínea American Airlines añadió su nombre a Arena, que es como se conoce en idioma inglés a los estadios cubiertos multipropósito). Otra manera que tienen las corporaciones para nombrar un recinto es rebautizándolo con un nombre completamente nuevo sin hacer referencias al anterior. En algunas ocasiones, los contratos de derechos de nombre caducan por diversas razones, como opciones contractuales, la bancarrota del patrocinador o escándalos.